# Liste der Biografien/Git
Liste der Biografien |
Portal Biografien |
Personensuche
# |
A |
B |
C |
D |
E |
F |
G |
H |
I |
J |
K |
L |
M |
N |
O |
P |
Q |
R |
S |
T |
U |
V |
W |
X |
Y |
Z |
?
 
Ga |
Gb |
Gc |
Gd |
Ge |
Gf |
Gh |
Gi |
Gj |
Gk |
Gl |
Gm |
Gn |
Go |
Gp |
Gq |
Gr |
Gs |
Gu |
Gv |
Gw |
Gy |
Gz
 
Gia |
Gib |
Gic |
Gid |
Gie |
Gif |
Gig |
Gih |
Gij |
Gik |
Gil |
Gim |
Gin |
Gio |
Gip |
Gir |
Gis |
Git |
Giu |
Giv |
Giw |
Giy |
Giz
Die Liste der Biografien führt alle Personen auf, die in der deutschsprachigen Wikipedia einen Artikel haben. Dieses ist eine Teilliste mit 58 Einträgen von Personen, deren Namen mit den Buchstaben „Git“ beginnt.

## Git

### Gita
- Gitahi, Julius (* 1978), kenianischer Langstreckenläufer
- Gitai Weinraub, Munio (1909–1970), israelischer Architekt
- Gitai, Amos (* 1950), israelischer Filmregisseur, Schauspieler und Drehbuchautor
- Gitai, Rachel (* 1954), israelische Künstlerin, Autorin, Journalistin, Fotografin, Dozentin und Verhaltenswissenschaftlerin
- Gitau, Daniel (* 1987), kenianischer Langstreckenläufer

### Gite
- Giteau, Matt (* 1982), australischer Rugby-Union-Spieler
- Gitelson, Iossif Issajewitsch (1928–2022), russischer Biophysiker und Hochschullehrer
- Gitermann, Valentin (1900–1965), Schweizer Lehrer, Historiker und Politiker (SP)

### Gith
- Gith, Rolf (* 1950), deutscher Maler, Zeichner und DesignerRolf Gith (* 1950)

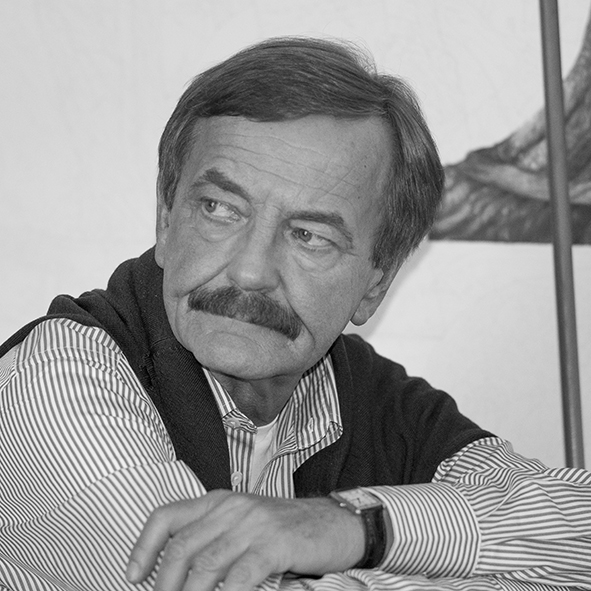
Rolf Gith (* 1950)

- Githae, Njeru (* 1957), kenianischer Politiker und Diplomat
- Githinji, Marie, Mitbegründerin von eLimu und Akirachix in Kenia
- Githongo, John (* 1966), kenianischer Journalist

### Giti
- Gitik, Moti, israelischer Mathematiker

### Gitl
- Gitlbauer, Michael (1847–1903), österreichischer Altphilologe
- Gitler, Ira (1928–2019), US-amerikanischer Musikkritiker
- Gitlin, Michael (* 1943), südafrikanisch-israelisch-amerikanischer Bildhauer
- Gitlin, Todd (1943–2022), US-amerikanischer Soziologe
- Gitlis, Ivry (1922–2020), israelisch-französischer Violinist
- Gitlow, Benjamin (1891–1965), US-amerikanischer KP-Funktionär

### Gitm
- Gitmark, Helga (1929–2008), norwegische Politikerin

### Gito
- Gitonga, Charles (* 1971), kenianischer Sprinter
- Gitonga, Purity Kajuju (* 1996), kenianische Langstreckenläuferin
- Gitowsky, Michael (1888–1945), russisch-norwegischer Opernsänger (Bass)

### Gits
- Gitsch, Eduard (1920–2013), österreichischer Gynäkologe
- Gitschier, Hans (1924–2008), deutscher Fußballtorhüter
- Gitschthaler, Walter (* 1959), österreichischer Militär, Brigadier des Österreichischen Bundesheeres
- Gitsham, Christopher (1888–1956), südafrikanischer Marathonläufer

### Gitt
- Gitt, Erwin (1910–1975), deutscher Filmproduktions- und Herstellungsleiter
- Gitt, Werner (* 1937), deutscher Diplomingenieur für Regelungstechnik und Informationstechnologie, Vertreter des KreationismusWerner Gitt (* 1937)

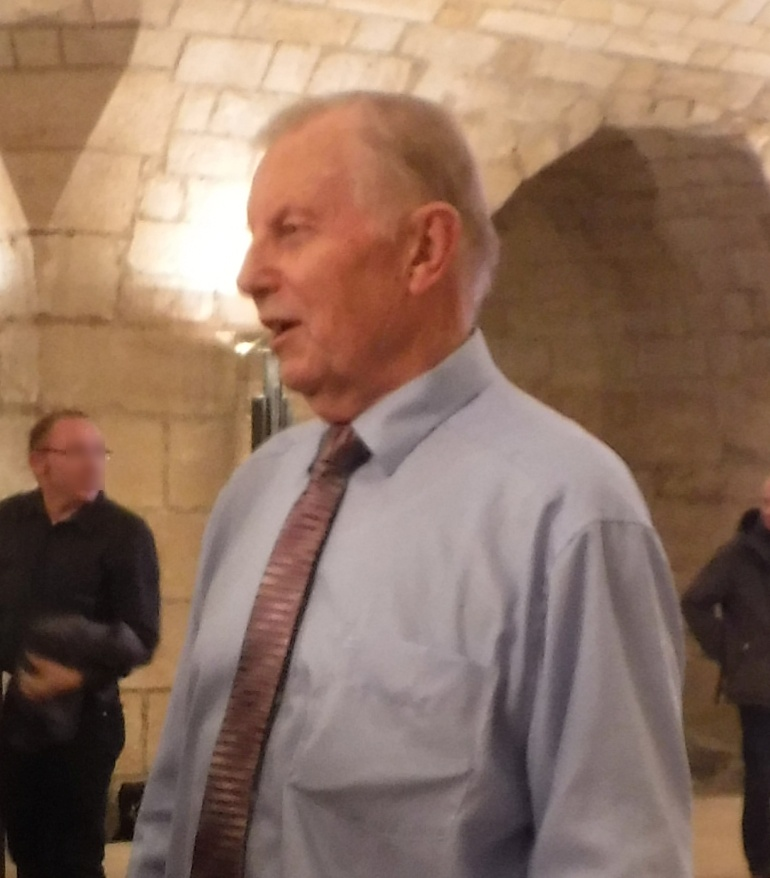
Werner Gitt (* 1937)

- Gittel, Helmut († 2006), deutscher Kommunalpolitiker (SPD)
- Gittelmann, Christian (* 1983), deutscher Fußballschiedsrichterassistent
- Gittens, Jamie (* 2004), englischer Fußballspieler
- Gittens, Ramon (* 1987), barbadischer Sprinter
- Gittens, Tyra (* 1998), trinidadisch-tobagische Leichtathletin
- Gitter, Heidrun (1960–2021), deutsche Kinderchirurgin und Medizinfunktionärin
- Gitter, Wolfgang (1930–2018), deutscher Rechtswissenschaftler und Hochschullehrer
- Gitterle, Engelbert (1931–2021), österreichischer Künstler und Kunstpädagoge
- Gitterman, Alex (1938–2024), US-amerikanischer Sozialarbeitswissenschaftler
- Gittermann, Johann Carl (1816–1892), deutscher liberaler Politiker und Theologe
- Gittermann, Johann Christian Hermann (1768–1834), evangelischer Prediger, Schriftsteller und Kirchenlieddichter
- Gittermann, Johann Wilhelm (1792–1831), Arzt und königlicher Hofmedikus in Emden
- Gittermann, Rudolph Christoph (1776–1848), evangelisch-lutherischer Prediger in Eggelingen, Doktor der Philosophie, Autor
- Gittes, Archie (1903–1991), US-amerikanischer Maler
- Gittig, Heinz (1923–2002), deutscher Bibliothekar und Bibliograph
- Gittinger, Alexander (* 1961), deutscher Schauspieler bei Film und Fernsehen
- Gittinger, Otto (1861–1939), deutscher Pfarrer und Dichter
- Gittings, Barbara (1932–2007), US-amerikanische Journalistin und LGBT-Aktivistin
- Gittins, Calum (* 1986), neuseeländischer Filmschauspieler
- Gittins, John C. (* 1938), britischer Mathematiker
- Gittins, Paul, neuseeländischer Schauspieler und Moderator
- Gittins, Robert H. (1869–1957), US-amerikanischer Politiker
- Gittler, Mariella (* 1988), österreichische Moderatorin und JournalistinMariella Gittler (* 1988)

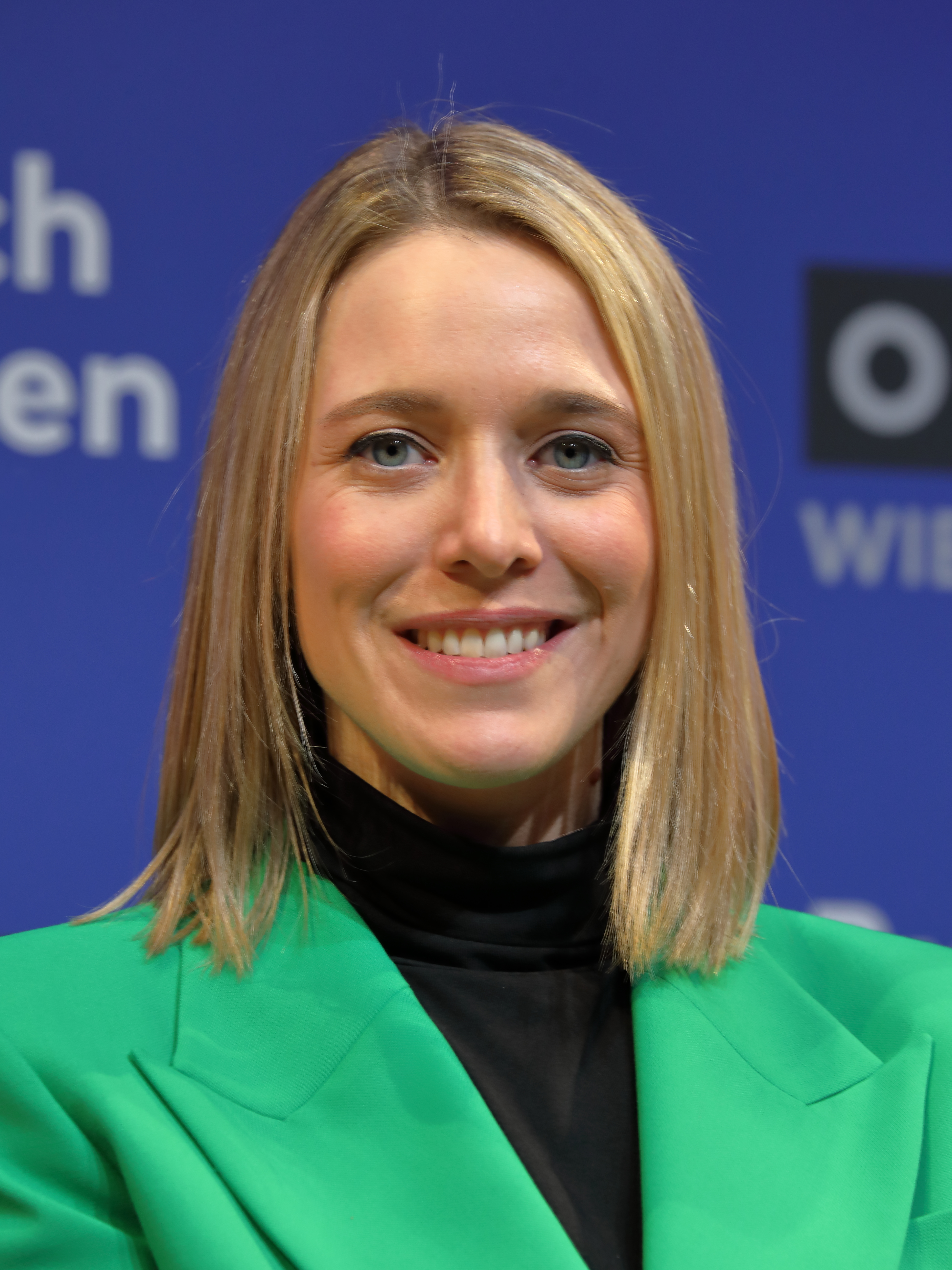
Mariella Gittler (* 1988)

- Gittner, Mira (* 1971), deutsche Schauspielerin, Filmeditorin, Kamerafrau, Filmproduzentin und Filmregisseurin
- Gitto, Niccolò (* 1986), italienischer Wasserballspieler

### Gitu
- Gituku, Fred (* 1973), kenianischer Badmintonspieler

### Gitz
- Gitz-Johansen, Aage (1897–1977), dänischer Maler und Illustrator
- Gitzler, Ludwig (1811–1888), Jurist, Hochschullehrer und Reichstagsabgeordneter
- Gitzoller, Karl (1905–2002), österreichischer Widerstandskämpfer